# Rich Sutter
Richard G. „Rich“ Sutter (* 2. Dezember 1963 in Viking, Alberta) ist ein ehemaliger kanadischer Eishockeyspieler, -trainer und -funktionär sowie derzeitiger -scout. Der rechte Flügelstürmer absolvierte über 900 Spiele für insgesamt sieben Teams in der National Hockey League, den Großteil davon für die Philadelphia Flyers, Vancouver Canucks und St. Louis Blues.

## Karriere

### Als Spieler
Rich Sutter lief in seiner Jugend für die Lethbridge Broncos in der Western Hockey League (WHL) auf und kam dort in der Saison 1981/82 mit 69 Scorerpunkten aus 57 Spielen auf einen Punkteschnitt von über 1,0. In der Folge wurde er im NHL Entry Draft 1982 an zehnter Position von den Pittsburgh Penguins ausgewählt. Anschließend kehrte der Angreifer für eine weitere Spielzeit nach Lethbridge zurück, in der er mit den Broncos die Playoffs um den Ed Chynoweth Cup gewann und am Memorial Cup teilnahm. Zudem debütierte er noch gegen Ende dieser Saison für die Penguins in der National Hockey League (NHL). Nach weiteren fünf NHL-Einsätzen zu Beginn der Folgesaison wurde er allerdings bereits an die Philadelphia Flyers abgegeben, wobei die Flyers zudem ein Zweit- und ein Drittrunden-Wahlrecht für den NHL Entry Draft 1984 erhielten. Im Gegenzug wechselten Andy Brickley, Mark Taylor, Ron Flockhart und ein Erst- sowie ein Drittrunden-Wahlrecht für den gleichen Draft nach Pittsburgh.
In Philadelphia etablierte sich Rich Sutter in der NHL und spielte fortan gemeinsam mit seinem Zwillingsbruder Ron. Bereits nach knapp zweieinhalb Jahren wurde das Paar allerdings wieder getrennt, als Rich im Juni 1986 samt Dave Richter und einem Drittrunden-Wahlrecht im NHL Entry Draft 1986 zu den Vancouver Canucks transferiert wurde. Dafür erhielten die Flyers Jean-Jacques Daigneault, ein Zweitrunden-Wahlrecht für den gleichen Draft sowie ein Fünftrunden-Wahlrecht für den NHL Entry Draft 1987. In Vancouver wurde der Flügelstürmer prompt zum Assistenzkapitän ernannt und erzielte in seiner ersten Saison für die Canucks seine persönliche Karriere-Bestleistung von 42 Punkten in 74 Spielen.
Nach fast vier Jahren in Vancouver wurde Sutter im März 1990 samt Harold Snepsts und einem Zweitrunden-Wahlrecht für den NHL Entry Draft 1990 an die St. Louis Blues abgegeben, wo er auf seinen Bruder Brian traf, der das Team zu diesem Zeitpunkt trainierte. Im Gegenzug erhielten die Canucks Adrien Plavsic, ein Erstrunden-Wahlrecht für den gleichen Draft sowie ein Zweitrunden-Wahlrecht für den NHL Entry Draft 1991. In St. Louis war Sutter bis 1993 aktiv, als er im Oktober über den NHL Waiver Draft zu den Chicago Blackhawks gelangte. Nach eineinhalb Spielzeiten schickten diese ihn im Februar 1995 samt Paul Ysebaert zu den Tampa Bay Lightning und erhielten dafür Jim Cummins, Tom Tilley und Jeff Buchanan. Bei den Lightning erhielt der Kanadier keinen Stammplatz im NHL-Aufgebot, spielte kurzzeitig für die Atlanta Knights in der International Hockey League und wurde schließlich bereits knapp drei Wochen später für eine finanzielle Gegenleistung an die Toronto Maple Leafs abgegeben. Dort beendete er die Saison 1994/95 und verkündete anschließend das Ende seiner aktiven Karriere. Insgesamt hat Sutter 952 NHL-Spiele absolviert und kam dabei auf 162 Tore bei 333 Scorerpunkten.

### Als Funktionär, Trainer und Scout
1999 wurde Sutter von den neu gegründeten Minnesota Wild als Scout eingestellt und war in dieser Funktion bis 2005 tätig, bevor er in gleicher Position für die Phoenix Coyotes aktiv war. 2008 kehrte er nach Lethbridge in die WHL zurück und fungierte zwei Jahre als Assistent des General Managers bei den Hurricanes. Nach einem Hiatus arbeitete der Kanadier in der Saison 2015/16 als Assistenztrainer des Eishockeyteams der University of Lethbridge, bevor er zur Spielzeit 2016/17 von den Columbus Blue Jackets aus der NHL eingestellt wurde und für diese seit 2017 wieder als Scout tätig ist.

## Erfolge und Auszeichnungen
- 1983 Ed-Chynoweth-Cup-Gewinn mit den Lethbridge Broncos

## Karrierestatistik
(Legende zur Spielerstatistik: Sp oder GP = absolvierte Spiele; T oder G = erzielte Tore; V oder A = erzielte Assists; Pkt oder Pts = erzielte Scorerpunkte; SM oder PIM = erhaltene Strafminuten; +/− = Plus/Minus-Bilanz; PP = erzielte Überzahltore; SH = erzielte Unterzahltore; GW = erzielte Siegtore; 1 Play-downs/Relegation; Kursiv: Statistik nicht vollständig)

## Familie
Rich Sutter hat sechs Brüder, von denen es fünf in die NHL geschafft haben. Sein Zwillingsbruder Ron Sutter spielte mit ihm drei Jahre in Philadelphia und war in über 1000 Spielen in der NHL aktiv. Beide wurden in ihrer aktiven Zeit in der NHL von ihrem älteren Bruder Darryl Sutter trainiert. Dieser absolvierte 406 Spiele, erzielte dabei 279 Punkte und war später als General Manager und Trainer mehrerer Teams beschäftigt. Als Trainer war nach seiner aktiven Karriere auch Brian Sutter tätig, der 779 Spiele für die St. Louis Blues absolviert und die Mannschaft neun Jahre als Kapitän angeführt hatte.
Brent Sutter absolvierte 1111 Spiele und erzielte 829 Punkte. Mit den New York Islanders, deren Kapitän er für vier Jahre war, gewann er zweimal den Stanley Cup. Brent spielte damals zusammen mit seinem älteren Bruder Duane, der insgesamt vier Mal den Stanley Cup errang. Duane spielte 731 Mal in der NHL und kam auf 342 Punkte. Von 2000 bis 2002 trainierte er die Florida Panthers und war später ebenfalls als Funktionär tätig.
Aus der zweiten Generation der Familie zog es ebenfalls mehrere Spieler in die NHL. Während Shaun Sutter, der Sohn von Brian, zwar im NHL Entry Draft 1998 von den Calgary Flames ausgewählt wurde, allerdings nie in der NHL auflief, gelang Brett Sutter, dem Sohn von Darryl, Brandon Sutter, dem Sohn Brent, sowie Brody Sutter, dem Sohn von Duane, der Sprung in die höchste Liga Nordamerikas. Ferner spielte Luke Sutter, der Sohn von Rich, ebenfalls kurzzeitig im Profibereich, während Riley Sutter (* 1999) als Sohn von Ron im Nachwuchsbereich aktiv ist.